# Предузловая-Павловская
Предузлова́я-Па́вловская — станция Санкт-Петербургского отделения Октябрьской железной дороги. Расположена в черте города Великого Новгорода.

## Пригородное сообщение
На станции останавливаются большинство электропоездов следующих по направлениям:
- Великий Новгород — Чудово
- Великий Новгород —  Санкт-Петербург (Витебский вокзал)
- Великий Новгород — Санкт-Петербург (Московский вокзал)
- Великий Новгород — Обухово
- Великий Новгород — Рогавка

## Пассажирское сообщение
Пассажирские поезда дальнего следования на станции не останавливаются.

### Расписание электропоездов
- Расписание электропоездов на сайте СЗППК
- Расписание пригородных поездов на Яндекс.Расписаниях
- Расписание пригородных поездов на tutu.ru